# Internationale antijüdische Kongresse
Ein „Internationaler antijüdischer Kongress“ fand erstmals 1882 in Dresden, ein weiterer 1883 in Chemnitz statt. Die Kongresse waren Teil des deutschen Antisemitismus, der sich seit 1879 im Berliner Antisemitismusstreit und der Antisemitenpetition von 1880/81 politisch zu organisieren begann. Nachhaltige Auswirkungen auf dessen Entwicklung hatten sie nicht.

## Erster Kongress, Dresden 1882

### Teilnehmer
Organisiert wurde der „Internationale Antijüdische Kongress“ vom in Dresden beheimateten Deutschen Reformverein, der 1879 gegründet worden war. Dessen Zeitschrift hieß Deutsche Reform. Die Anhänger dieser „kleinbürgerliche[n] Reformpartei“ unter Alexander Pinkert kamen weniger wegen der „Judenfrage“, sondern wegen ihrer bedrängten sozialen Lage zur Partei, heißt es bei dem frühen Antisemitismusforscher Kurt Wawrzinek. Von 14 Programmpunkten verwies nur einer auf das Judentum (nur „christlich-religiöse Männer“ sollten in öffentliche Ämter gewählt werden können), die Judenfeindschaft der Partei habe sich vielmehr in der Agitation gezeigt.
Außerdem kam eine Reihe von Berlinern zum Kongress, darunter Anhänger der Berliner Bewegung von Adolf Stoecker sowie der „gemäßigte“ Max Liebermann von Sonnenberg, aber auch „Rasseantisemiten“ um Ernst Henrici. Aus Berlin sollen mindestens dreißig Teilnehmer in Dresden gewesen sein.
Aus Ungarn wurden dreißig Teilnehmer gemeldet, die prominentesten von ihnen waren die drei Parlamentsabgeordneten Gyözö Istóczy, Iván Simonyi und Géza Ónody. Vor allem Istoczy hatte sich als Radikaler hervorgetan; das ehemalige Mitglied der regierenden liberalen Fraktion in der ungarischen Kammer hatte Maßnahmen gegen die jüdische Einwanderung und auch Gewalt gegen die Juden vorgeschlagen.
Insgesamt hatte der Kongress ungefähr 300 bis 400 Teilnehmer.

### Ablauf und Ergebnisse
Der Kongress begann am Samstag, dem 9. September 1882 im Helbigschen Etablissement in Dresden, dessen Großer Saal mit den Büsten des deutschen Kaisers, des österreichisch-ungarischen Kaisers und des sächsischen Königs geschmückt war. Außerdem wurde ein Bild von Esther Solymosi präsentiert, die am 1. April 1882 im besagten ostungarischen Ort angeblich einem „Ritualmord“ zum Opfer gefallen war, woraus sich die Affäre von Tiszaeszlár entwickelte. Die Polizei überwachte den Kongress.
Am Sonntag Nachmittag befuhr die Kongressgesellschaft, mit Damen, auf einem Dampfschiff die Elbe. „In Blasewitz wurde angelegt und eine Deputation an den Wirth des Schiller-Gartens entsendet, dessen Besitzer aus Rücksicht für eine einzige jüdische Familie seinen Gästen kein antisemitisches Blatt vorlegt, – mit der Anfrage, ob er auf die 'Deutsche Reform' abonirt habe. Als die Deputation mit einem verneinenden Bescheide zurückkam, wurde dem Wirth ein Pereat [lat.: er möge vergehen] gebracht und unter den Klängen von ‘Deutschland, Deutschland [über Alles]’ stieß das Schiff wieder ab […].“
Auf dem Kongress selbst wurden am Montag acht Thesen des Berliner Hofpredigers Stöcker diskutiert und dabei rassenantisemitisch verschärft, schließlich hieß es in den einstimmig angenommenen Thesen unter anderem, die Juden seien durch Abstammung, Sprache und Kultur eine Nationalität und könnten keine Bestandteile eines christlichen Volkes sein. Juden dürften keine Ämter haben, die Gesetzgebung solle die jüdische Kapitalmacht einschränken. Damit setzten sich die „Reformer“ durch, zwischen den gemäßigteren Christlich-Sozialen und den radikaleren Rassenantisemiten.
Am Dienstag sprach von Simonyi über die Affäre von Tiszaeszlár und wiederholte nicht nur die Ritualmordlegende, sondern behauptete auch, dass sich das gesamte Judentum mit den Mordgesellen identifiziere. Außerdem kamen an diesem Tag eine Anzahl von Telegrammen aus Europa und Amerika zur Verlesung.
Neben den Resolutionen war das wichtigste Ergebnis der Tagung ein Beschluss über ein „ständiges Comité des Internationalen antijüdischen Kongresses“. Es solle die Kongressbeschlüsse veröffentlichen, eine Presse ohne jüdischen Einfluss schaffen und eine zweite Tagung einberufen.

## Zweiter Kongress, Chemnitz 1883

### Vorgeschichte
Zwar war in Dresden ein Bevollmächtigter des Komitees gewählt worden, der Vorsitzende des Chemnitzer Reformvereins Ernst Schmeitzner, doch hat sich das Komitee nie konstituiert. Schmeitzner wollte mit einer scharf antijüdischen Gruppe aus der Dresdner Reformpartei und mit Zustimmung der Berliner Extremisten aus dem Komitee eine Alliance antijuive universelle machen, in Anspielung auf die jüdische Alliance Israélite Universelle.
Infolgedessen trafen sich in Chemnitz am 5. Februar 1883 einige deutsche und österreichisch-ungarische Antisemiten, um diese Allianz zu gründen, die die Bevölkerung über das Judentum „aufklären“, eine nichtjüdische Presse schaffen und die „Judenfrage“ auf gesetzlichem Wege regeln sollte. Dies müsse international geregelt werden, da die Juden sonst von einem Land zum anderen zögen. Die nicht parteipolitische Allianz solle nur Eingeladene als Mitglieder zulassen, Organ sei Schmeitzners internationale Monatsschrift.

### Diskussion und Forderungen
Der Kongress selbst kam am 27. April zusammen, nachdem es am 26. bereits eine nichtöffentliche Sitzung der Allianz-Mitglieder gegeben hatte. Der Journalist Otto Glagau aus Berlin und Iván von Simonyi waren die Kongressvorsitzenden; Glagau begrüßte vierzig Anwesende, darunter angeblich Herren aus Deutschland, Russland, Rumänien, Serbien und Frankreich. Die einzige Wortmeldung aus dem Ausland machte, außer von Simnoyi, ein Deutschrusse aus der Weichselgegend. Max Liebermann von Sonnenberg behauptete, mehrere der Anwesenden aus Russland hätten sich gerne an der Debatte beteiligt, wenn sie besser Deutsch gesprochen hätten.
Es gehe nicht darum, die Juden zu „massacriren“, aber sie in „gebührende Schranken“ zu weisen und damit vor der Volkswut zu bewahren, meinte Glagau. Außerdem betonte er das völkerversöhnende Element der antisemitischen Strömung. Abermals bemühte sich der Antisemitenkongress – ohne weitere Erläuterung – um eine „Einschränkung“ des jüdischen Einflusses, diesmal in einer Petition an Bismarck, während die Forderungen der Rassenantisemiten zurückgewiesen wurden. Amman aus Berlin hatte in ihrem Sinne „Rassejuden“ von Zeitungen und öffentlichen Anstellungen fernhalten wollen und eine Enteignung gefordert.

## Nachwirkung und Forschung
Die beiden antijüdischen Kongresse in Sachsen bilden nur eine kurze Episode der deutschen antisemitischen Bewegung. Sie zeigen aber eindrücklich deren Probleme:
- Die Internationalität dieser Begegnungen muss stark relativiert werden. Alle Redner waren Deutsche oder Ungarn, wobei letztere ihre Germanophilie betonten. Es verwundert das Fehlen einer starken russischen Beteiligung, trotz der damaligen Pogrome in Südrussland und Russisch-Polen. Auch die Themenwahl zeigt den internationalen Anspruch als zu hoch gegriffen. Ein Treffen in Kassel 1886 und der Bochumer Antisemitentag von 1889 wurden realistischerweise nicht mehr international genannt.
- Bei den Teilnehmern handelte es sich nicht um Delegierte einer Dachorganisation; die Delegierten der Reformvereine in Dresden 1882 hatten eigene Sitzungen. Der Kongress führte nur zur Gründung eines Komitees, das einen weiteren Kongress vorbereiten sollte. Die Kongresse von Dresden und Chemnitz hatten keine Breitenwirkung und bestimmten auch nicht die weitere Entwicklung des deutschen Antisemitismus.
- Viele der Antisemiten hatten politisch eine liberale Herkunft, und wirtschaftliche Fragen dominierten. Dadurch entstand Streit mit den eher christlichen „Moderaten“ um Stöcker, auch Pinkert, aber auch andererseits mit den (noch radikaleren) Rasseantisemiten wie Henrici oder Amman. Liebermann von Sonnenberg richtete an letzteren 1883 die Worte, er möge „nach 50 Jahren mit solchen Anträgen wiederkommen, dann werden sie vielleicht Annahme finden können, und wohl auch da nicht ganz“.[12]
- Die Petition an Bismarck sowie die allgemeine monarchistische Stimmung zeigen, dass die Antisemiten sich die Erfüllung ihrer – oft ungenauen – Vorstellungen von vormodernen Institutionen erhofften, vorbei an Parlamenten. Die antisemitische Bewegung selbst blieb schwach.

In der Literatur findet sich kaum ein Niederschlag der beiden Kongresse; in Fachwerken zum Antisemitismus werden sie beiläufig erwähnt.